# Amata macroplaca
Amata macroplaca là một loài bướm đêm thuộc phân họ Arctiinae, họ Erebidae.